# Championnat du Mali de football 2012
Navigation
Saison précédente Saison suivante
La saison 2012 du Championnat du Mali de football est la 45e édition de la première division malienne à poule unique, la Première Division. Les seize meilleurs clubs maliens sont regroupés au sein d'une poule unique où ils s'affrontent deux fois, à domicile et à l'extérieur. En fin de saison, les trois derniers du classement sont relégués en fin de saison et remplacés par les trois meilleurs clubs de Deuxième division.
C'est le Djoliba AC qui remporte la compétition après avoir terminé -invaincu- en tête du classement final du championnat, avec huit points d'avance sur le tenant du titre, le Stade malien et vingt-deux sur le Jeanne d'Arc FC. Il s'agit du 22e titre de champion du Mali de l'histoire du club.

## Qualifications continentales
Le vainqueur du championnat et son dauphin se qualifient pour la Ligue des champions de la CAF 2013. Le troisième du classement et le vainqueur de la Coupe du Mali obtiennent quant à eux leur billet pour la Coupe de la confédération 2013. Si le vainqueur de la Coupe se classe parmi les trois premiers, c'est le quatrième du classement qui récupère la place vacante.

## Les clubs participants
| - Djoliba AC - AS Real Bamako - Cercle olympique de Bamako - AS Sigui Kayes - Promu de Deuxième division - Centre Salif Keita - Onze Créateurs de Niaréla - AS Korofina - Stade malien de Sikasso - Promu de Deuxième division | - Stade malien - CS Duguwolofila - Jeanne d'Arc FC - AS Nianan - Promu de Deuxième division - AS Bakaridjan - AS Bamako - AS Police Bamako - AS Missira - Promu de Deuxième division |

## Compétition

### Classement
Le barème de points servant à établir le classement se décompose ainsi :
- Victoire : 3 points
- Match nul : 1 point
- Défaite : 0 point

| Rang | Équipe                     | Pts | J  | G  | N  | P  | Bp | Bc | Diff |
| ---- | -------------------------- | --- | -- | -- | -- | -- | -- | -- | ---- |
| 1    | Djoliba AC                 | 74  | 30 | 22 | 8  | 0  | 46 | 9  | +37  |
| 2    | Stade malienT              | 66  | 30 | 20 | 6  | 4  | 74 | 23 | +51  |
| 3    | Jeanne d'Arc FC            | 52  | 30 | 16 | 4  | 10 | 34 | 25 | +9   |
| 4    | AS Bakaridjan              | 49  | 30 | 14 | 7  | 9  | 29 | 22 | +7   |
| 5    | CS Duguwolofila            | 47  | 30 | 14 | 5  | 11 | 38 | 32 | +6   |
| 6    | AS Korofina                | 46  | 30 | 13 | 7  | 10 | 35 | 28 | +7   |
| 7    | Cercle olympique de Bamako | 45  | 30 | 13 | 6  | 11 | 36 | 26 | +10  |
| 8    | AS MissiraP                | 42  | 30 | 11 | 9  | 10 | 36 | 36 | 0    |
| 9    | AS Bamako                  | 42  | 30 | 12 | 6  | 12 | 36 | 40 | -4   |
| 10   | AS Real Bamako             | 36  | 30 | 9  | 9  | 12 | 31 | 28 | +3   |
| 11   | Onze Créateurs de Niaréla  | 33  | 30 | 8  | 9  | 13 | 38 | 43 | -5   |
| 12   | AS NiananP                 | 31  | 30 | 8  | 7  | 15 | 30 | 44 | -14  |
| 13   | Centre Salif Keita         | 31  | 30 | 7  | 10 | 13 | 16 | 41 | -25  |
| 14   | AS Sigui KayesP            | 26  | 30 | 6  | 8  | 16 | 18 | 46 | -28  |
| 15   | Stade malien de SikassoP   | 24  | 30 | 6  | 6  | 18 | 19 | 47 | -28  |
| 16   | AS Police Bamako           | 19  | 30 | 4  | 7  | 19 | 29 | 55 | -26  |

|  | Qualification pour la Ligue des champions de la CAF 2013                             |
|  | Qualification pour la Coupe de la confédération 2013                                 |
|  | Relégation en Deuxième division                                                      |
|  | T : Tenant du titre C : Vainqueur de la Coupe du Mali P : Promu de Deuxième division |

## Bilan de la saison
| Championnat du Mali de football 2012 |                                  |
| Champion                             | Djoliba AC (22e titre)           |
| Coupes et trophées                   |                                  |
| Vainqueur de la Coupe du Mali 2012   | US Bougouni (D2)                 |
| Qualifications continentales         |                                  |
| Ligue des champions de la CAF 2013   | Djoliba AC                       |
| Ligue des champions de la CAF 2013   | Stade malien                     |
| Coupe de la confédération 2013       | US Bougouni                      |
| Coupe de la confédération 2013       | Onze Créateurs de Niaréla        |
| Promotions et relégations            |                                  |
| Promus en Division 1                 | Office du Niger Sports           |
| Promus en Division 1                 | Atar Club                        |
| Promus en Division 1                 | USFAS Bamako                     |
| Relégués en Division 2               | Association sportive Sigui Kayes |
| Relégués en Division 2               | Stade malien de Sikasso          |
| Relégués en Division 2               | AS Police Bamako                 |